# Team Phoenix
Team Phoenix — немецкая автогоночная команда, выступает в ДТМ, VLN, FIA GT. В ДТМ выступает на автомобилях Ауди, до 2006 года выступала на машинах Опель.
Команда основана в 1999 году Эрнстом Мозером, который возглавляет её и является её техническим директором. Менеджер команды — Франк Линн. В команде занято 20 человек. К числу достижений команды относятся 1-е место на гонке Гуйя в 1999 году в Макао, две победы в гонке 24 часа Нюрбургринга — 2000 и 2003 годы, второе место в командном зачете ДТМ в 2000 году.
В 2009 году за команду выступали Алекс Према и Оливер Джарвис.